# Beerfelder Heide
Beerfelder Heide este o arie protejată (arie specială de conservare — SAC, sit de importanță comunitară — SCI) din Germania întinsă pe o suprafață de 3,94 ha, integral pe uscat.

## Localizare
Centrul sitului Beerfelder Heide este situat la coordonatele 49°33′48″N 8°59′31″E / 49.5633°N 8.9919°E.

## Înființare
Situl Beerfelder Heide a fost declarat sit de importanță comunitară în iunie 2000 pentru a proteja un număr necunoscut de specii din flora spontană și fauna sălbatică aflate în arealul zonei. Situl a fost protejat și ca arie specială de conservare în martie 2008.

## Biodiversitate
Situată în ecoregiunea continentală, aria protejată conține 1 habitat natural: Pajiști uscate europene.
La baza desemnării sitului se află un număr nedeclarat de specii protejate.
Pe lângă speciile protejate, pe teritoriul sitului au mai fost identificate 8 specii de plante.